# Libertad
Libertad je album americké hard rockové kapely Velvet Revolver vydané v roce 2007. Jméno alba znamená ve španělštině "svoboda".

## Seznam skladeb
1. "Let it Roll" - 2:31
2. "She Mine" - 3:25
3. "Get Out the Door" - 3:14
4. "She Builds Quick Machines" - 4:02 (videoklip)
5. "The Last Fight" - 4:03
6. "Pills, Demons & Etc." - 2:54
7. "American Man" - 3:56
8. "Mary Mary" - 4:34
9. "Just Sixteen" - 3:59
10. "Can't Get It Out of My Head" (Coververze od ELO) - 3:58
11. "For a Brother" - 3:26
12. "Spay" - 3:06
13. "Gravedancer" - 8:42 (Samotná píseň mí 4:40)
  - Obsahuje skrytou píseň "Don't Drop That Dime" začínající na čase 04:47.
14. "Messages" (Bonusová píseň na iTunes) - 4:46
15. "Psycho Killer" (Cover písně od Talking Heads' / Bonusová píseň na iTunes) - 4:17
16. "Gas and a Dollar Laugh" (Bonusová píseň v Japonsku) - 3:17

## Obsazení
- Scott Weiland - zpěv
- Slash - kytara
- Dave Kushner - kytara
- Duff McKagan - baskytara, doprovodný zpěv
- Matt Sorum - bicí, perkuse, doprovodný zpěv
- Produkce: Brendan O'Brien & Velvet Revolver